# Suakin

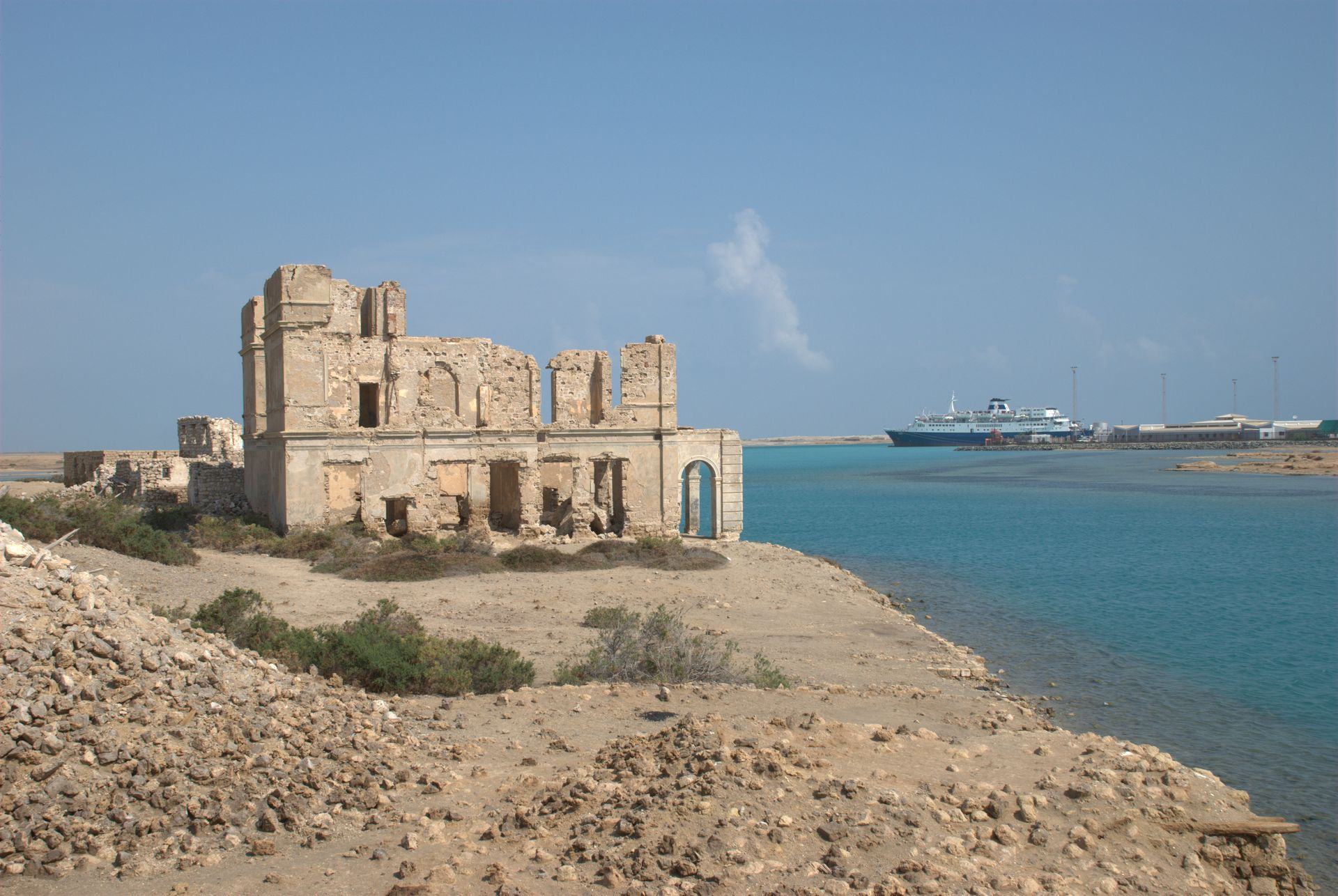
Casa de coral

Suakin (àrab: سواكن, Sawākin; en beja: U-Sok) és una petita ciutat portuària al Sudan, a la costa de la Mar Roja, província d'Al-Bahr al-Ahmar, a uns 25 km al sud de Port Sudan. Un braç de mar entra uns 3 km a l'interior per formar un port natural amb entre 11 i 15 metres de fondària hàbil per vaixells tradicionals; els corals fan perillosa la navegació de nit; al port hi ha una illa de coral anomenada Jazira Sawakin de 360 x 450 metres en mesura diagonal; dos illots i una illa més gran anomenada Jazira al-Shaykh Abd Allah al-Jabarti que fou coneguda pels britànics com illa Condenser, illa Hospital o illa Quarantine, estan unides a la costa i ja no se'ls considera territori insular. A Jazira Sawakin hi ha una població en ruïnes que tenia una colònia comercial musulmana típica de l'Índic amb cases de coral de fins a 4 altures, la major part en ruïnes. L'illa està unida al continent (a al-Kayf, en bejawyst: U-Gef; modernament esmentat com al-Geyf) per una carretera feta el 1878; al-Kayf està formada per cabanes i rodejada d'un mur en ruïnes construït el 1887/1888. Hi ha alguns barris cap a la reserva d'aigua d'al-Fula i les salines d'al-Shata; la major part de la població està al continent i no a l'illa i el 1814 els habitants eren uns 5.000 al continent i 3.000 a l'illa; al temps del Mahdi la població va baixar i era de 5.000 entre illa i continent; el 1904 havia fet un considerable progrés després de la guerra i ja eren 10.500 persones però després es va estancar el creixement i va començar a baixar i entre 1937 i 1967 la població va rondar els 4.000 habitants, per després començar a pujar i el 1979 va arribar segons el cens a 13.714 habitants quasi tots al continent, ja que la ciutat vella a l'illa està en ruïnes (un 40% eren refugiats eritreus i altre 40% eren beges). Avui dia té uns 20.000 habitants.
Entre els edificis destacats de la ciutat vella cal esmentar:
- Les mesquita d'Hanafi, Shafai i Taj es-Sir
- Cases senyorials otomanes (Shennawi Bey i altres)
- Wakkala, casa dels comerciants
- Antigues instal·lacions militars sobretot a El Gerf (al-Geyf o al-Kayf)
- edificis del govern colonial (casa de Khorshid Effendi, Muhafisa Government House)

## Història
La tradició diu que el nom deriva del fet que set noies enviades a un rei d'Axum van quedar embarassades dels dimonis quan van fer nit a la població; el nom derivaria doncs de sakan al-djinn (habitació del dimoni); els habitants serien els descendents dels fills nascuts de les 7 noies. Una altra teoria és que deriva d'al-Suk (mercat).
Els romans van establir un port en aquest lloc que van nomenar Evangelon Portus (Port de les Bones Notícies), però la identificació no és segura i s'ha identificat també amb altres indrets esmentats principalment per Claudi Ptolemeu. Al segle x ja s'esmenta el port amb el seu nom; al segle xii va augmentar la seva importància per la decadència de Badi. Llavors va estar implicada en les lluites entre el sultanat de Dahlak, Egipte i els xerifs de la Meca pel control del comerç a la mar Roja; els fatimites van crear una flota especial per protegir els comerciants dels atacs de pirates especialment en el tram entre Aydhab i Suakin. Suakin va estar en guerra amb Dahlak pel control de les illes entre el port i el sultanat. Al segle xiii els dirigents locals de Suakin eren musulmans (abans no se sap segur però la conversió a l'islam fou vers aquesta època) i reconeixien la sobirania egípcia pagant tribut.
Al segle xiv els xerifs de la Meca van controlar Suakin, aliats als beges, amb el clan dirigent dels hadaribs, que controlaven Aydhab. Tant els Hadaribs com els seus sobirans els xerifs reconeixien però la sobirania egípcia. Amb el declinar d'Aydhab, el port de Suakin va assolir un tràfic important sent el principal al nord de Masawwa, tant pel comerç com pels pelegrins procedents del Sahel. Els Hadarib van abandonar Aydhab al final del segle xiv i es van instal·lar a Suakin. Probablement per causa d'una desobediència als mamelucs, una expedició d'aquestos va assolar Suakin el 1439/1440, sent saquejada; Suakin es va sotmetre; els mamelucs van utilitzar llavors el lloc per enviar als dissidents i proscrits.
Des del 1517 els otomans van conquerir Egipte i el 1520 van arribar a Suakin que van utilitzar com a port principal a la zona. El 1557/1558 Ozdemir Pasha va fundar l'eyalat d'Habesh del que Suakin fou la capital, si bé aquesta va oscil·lar sovint passant a Masawwa o a Jiddah fins al 1701 en que Habesh fou agregada finalment al sandjak de Jeddah (Sandjak de Shaykh al-Haram de la Meca, amb Jeddah com a centre administratiu) i Suakin va esdevenir seu d'un caimacan, que pagava una taxa obligatòria anual. El sultanat funj de Sennar va intentar controlar Suakin i va lluitar contra els otomans però mai va aconseguir un domini efectiu, si bé van tenir relacions amb els "artega" o emirs beges d'al-Kayf que tenia part en els ingressos del port que compartia amb els otomans (en la pràctica només repartia els ingressos quan els otomans eren prou fort per exigir-los per les armes). Al segle xvii i XVIII la ruta per la mar Roja havia entrat en crisi a causa de l'obertura de la ruta pel Cap de Bona Esperança, però encara restava el comerç africà amb Aràbia. Al final del segle xviii amb la pèrdua d'importància dels otomans a la mar Roja, el xerif de la Meca va ocupar el buit deixat i va controlar Suakin però les lluites entre xerifs, wahhabites, egipcis i otomans a l'inici del segle xix va permetre als dirigents locals de Suakin d'esdevenir independents de fet per un temps; però des de 1813 els egipcis van tornar a controlar la ciutat de fet (encara que la sobirania nominal era otomana). El 1830 els otomans van reconèixer el control egipci sobre Sudan però el 1841 Egipte va haver d'abandonar bona part de les conquestes que havia fet al Llevant i Àsia Menor i el Sudan va retornar oficialment a l'Imperi Otomà. No van poder exercir el poder efectiu i Suakin, com Masawwa van esdevenir de fet independents.
El 1846 la Porta va llogar els ports de Suakin i Masawwa a Muhàmmad Alí Paixà d'Egipte contra un tribut anual. A la mort de Muhammad Ali el lloguer (vitalici) es va extingir i van retornar a la Porta, de manera nominal, si bé no hi van exercir cap control efectiu fins al 1851. El maig de 1865 Masawwa i Suakin van retornar a l'administració egípcia contra la voluntat dels mercaders locals. La introducció dels vaixells de vapor des de 1829 havia fet augmentar la importància de Suakin com a port per la importació de la goma, el marfil i els esclaus i per la venda de productes europeus; l'obertura del Canal de Suez el 1869 va permetre als comerciants europeus fer competència efectiva als mercaders indis i àrabs; el comerç d'esclaus, després del 1855, va haver de ser progressivament abandonat.
El 1884 fou atacada pels seguidors del mahdí dirigits pel beja Uthman Dikna o Osman Digna i part de la població local va abandonar la ciutat durant els anys més aguts de conflicte (1884-8191. El 1885 i va arribar el tren. Assetjada tot seguit va capitular davant Dinga el 1889. Deu anys després els britànics hi van tornar.
Per la poca profunditat de les seves aigües i el corall els vaixells gran no podien atracar i es va construir Port Sudan més amunt (començat el 1905 i expandit el 1909) i Suakin va quedar gairebé abandonat després del 1922 quedant molt poca gent el 1930. A la meitat dels anys 40 la major part de les cases s'havien enfonsat i la duana fou cancel·lada el 1946. Del 1908 al 1952 el seu port fou oficialment limitat per al pelegrinatge, activitat que va durar de fet fins al 1973.
Avui és una petita ciutat amb quasi tota la gent vivint a al-Geyf, a la costa. El 1973 la UNESCO va fer una crida per la seva preservació. El 1991 s'hi va obrir un port de contenidors per alleujar la sobrecàrrega de Port Sudan.